# Bloddracena
Bloddracena (Cordyline fruticosa) är en växtart i familjen trådliljeväxter från tropiska Sydostasien, Australien och Hawaii. Bloddracena odlas ibland som krukväxt i Sverige.

## Synonymer
- Cordyline terminalis (L.) Kunth
- Dracaena glauca anon.

### Webbkällor
- Svensk Kulturväxtdatabas